# The Devil at His Elbow
The Devil at His Elbow è un film muto del 1916 diretto da Burton L. King.

## Trama
L'ingegnere Johh Ashton lavora alla realizzazione del progetto di un nuovo sottomarino per il governo. Messo sotto pressione dai tempi strettissimi, Ashton si mette a bere senza badare alle preoccupazioni di Grace, la sua fidanzata, che cerca di farlo smettere. Lo stanchissimo John, dopo giorni di lavoro indefesso, si addormenta e sogna di aver rotto con Grazia e di essersi sposato con Meg, una prostituta. Nel sogno, il sottomarino è finalmente completato ma affonda al momento del suo varo. L'ingegnere accusa Meg che lo ha tenuto ubriaco: cerca di ucciderla, ma per fortuna si risveglia. Si rende conto che la colpa è del whisky: giura di non bere più e corre a sposarsi con Grace.

## Produzione
Il film fu prodotto dalla Popular Plays and Players Inc.

## Distribuzione
Il copyright del film, richiesto dalla Popular Plays and Players, Inc., fu registrato il 1º agosto 1916 con il numero LP8845.

Distribuito dalla Metro Pictures Corporation, il film uscì nelle sale cinematografiche degli Stati Uniti il 31 luglio 1916.
Copia completa della pellicola si trova conservata negli archivi della Library of Congress di Washington.